# Museum of the Image
Museum of the Image (MOTI), was een nationaal museum voor beeldcultuur, sinds 2008 (en tot de opheffing in 2017) gevestigd in het pand, waar voordien De Beyerd was gevestigd, in de Boschstraat in Breda. De directeur van het museum was Mieke Gerritzen. Het Stedelijk Museum Breda heeft het pand betrokken en combineert de collectie van MOTI  met een historische collectie.
In april 2008 kreeg het museum een 'internationale' naam, het heette vanaf toen Graphic Design Museum. Per 9 december 2011 werd de naam officieel gewijzigd in Museum of the Image. Kort: MOTI.
MOTI werd op 1 januari 2017 opgeheven. In het gebouw van MOTI opende in de loop van 2017 een nieuw museum met de titel Stedelijk Museum Breda.
Als Museum of The Image leverde MOTI een bijdrage aan de totstandkoming van een rijke en krachtige betekenis van het relatief nieuwe begrip beeldcultuur door verbindingen en context te creëren tussen (de geschiedenis van) beeld en nieuwe ontwikkelingen in technologie. Het museum bestudeerde en stimuleerde de ontwikkelingen in de beeldcultuur en de daaruit voortkomende cross sectorale samenwerking tussen vormgeving, architectuur, beeldende kunst, mode en e-cultuur. 'Wat doen wij met beeld en wat doen beelden met ons?' was de vraag die MOTI stelde. Het museum zocht aansluiting bij de belevingswereld van de moderne genetwerkte mens die voortdurend schakelt tussen zijn analoge en digitale habitat. Beeldcultuur is bij uitstek een onderwerp dat veranderingen in de samenleving signaleert en zichtbaar maakt.

## Collectie
MOTI had een grote verzameling objecten in bezit, die illustreert wat beelden kunnen communiceren. De collectie bestond uit uiteenlopende voorwerpen van verschillende ontwerpers en kunstenaars. Zo bestond de collectie uit werk van onder meer de eerste en tweede generatie grafisch ontwerpers als Piet Zwart, Wim Crouwel, Anthon Beeke, Otto Treumann en Willem Sandberg. Ook werk van hedendaagse kunstenaars als Rosa Menkman, Geoffrey Lillemon, Broersen & Lukacs, Floris Kaayk, Metahaven, Moniker, Rafaël Rozendaal, Bas Kosters, Erik Kessels en Stefan Sagmeister was vertegenwoordigd in de collectie van het museum.

## Tentoonstellingen
De jaren van zijn activiteit presenteerde MOTI onder meer de volgende tentoonstellingen:
- Nieuwe Lusten (2016)
- Planet Hype (2015-2016)
- Design my Privacy (2015-2016)
- Born Digital (2014-2015)
- Der Wanderer (2014), in samenwerking met BredaPhoto. Reizende tentoonstelling, van juni tot november 2015 tentoongesteld in MNAC, Muzeul Național de Artă Contemporană in Boekarest
- Waanzien (2013-2015), in samenwerking met tienerboekentijdschrift DUF
- MOTI Hotel (2013-2014)
- Couture Graphique (2013), in samenwerking met José Teunissen. Reizende tentoonstelling, van maart tot juni 2014 tentoongesteld in MUDAC, Musée de design et d’arts appliqués contemporains in Lausanne
- Small Stories, Bigger Picture (2012)
- Rollercoaster (2012), in samenwerking met Joost Zwagerman
- Design It Yourself (2011-2012)
- The Pop-Up Generation (2011-2012), in samenwerking met Lidewij Edelkoort
- SupermART (2011-2012)
- Graphic Detour (2011), in samenwerking met Erik Kessels

## Publicaties
MOTI ontwikkelde regelmatig publicaties in eigen beheer. Enkele van deze publicaties zijn:
- Der Wanderer, van kunsticoon tot beeldcultuur (2014), in samenwerking met BredaPhoto
- Couture Graphique (2013), in samenwerking met José Teunissen
- The Pop-Up Generation, Design Between Dimensions (2011), in samenwerking met Lidewij Edelkoort
- I Read Where I Am (2011), samengesteld door Mieke Gerritzen, Geert Lovink en Minke Kampman
- I Don't Know Where I'm Going, But I Want To Be There (2011), door Mieke Gerritzen
- Reader Me You And Everyone We Know Is A Curator (2010), samengesteld door Mieke Gerritzen